# Euro Hockey Tour 2000/2001
Euro Hockey Tour 2000/2001 var den femte upplagan av Euro Hockey Tour, och vanns av Finland före Ryssland och Sverige. Kanada deltog i Sweden Hockey Games, men utom tävlan i Euro Hockey Tour.
För första gången tillämpades övertid vid oavgjorda matcher.

## Turneringar

### Česká Pojišťovna Cup
Finland vann Česká Pojišťovna Cup.

#### Slutställning
| Lag      | Spelade | Vinster | Vinster i övertid | Förluster i övertid | Förluster | Gjorda mål | Insläppta mål | Poäng |
| -------- | ------- | ------- | ----------------- | ------------------- | --------- | ---------- | ------------- | ----- |
| Finland  | 3       | 1       | 1                 | 1                   | 0         | 9          | 7             | 5     |
| Sverige  | 3       | 1       | 1                 | 0                   | 1         | 8          | 8             | 4     |
| Ryssland | 3       | 1       | 0                 | 2                   | 0         | 7          | 8             | 4     |
| Tjeckien | 3       | 0       | 1                 | 0                   | 2         | 5          | 6             | 2     |

### Karjala Tournament
Finland vann Karjala Tournament.

#### Slutställning
| Lag      | Spelade | Vinster | Vinster i övertid | Förluster i övertid | Förluster | Gjorda mål | Insläppta mål | Poäng |
| -------- | ------- | ------- | ----------------- | ------------------- | --------- | ---------- | ------------- | ----- |
| Finland  | 3       | 2       | 1                 | 0                   | 0         | 12         | 5             | 8     |
| Sverige  | 3       | 2       | 0                 | 0                   | 1         | 7          | 7             | 6     |
| Ryssland | 3       | 1       | 0                 | 0                   | 2         | 5          | 7             | 3     |
| Tjeckien | 3       | 0       | 0                 | 1                   | 2         | 3          | 8             | 1     |

### Baltica Brewery Cup
Ryssland vann Baltica Brewery Cup.

#### Slutställning
| Lag      | Spelade | Vinster | Vinster i övertid | Förluster i övertid | Förluster | Gjorda mål | Insläppta mål | Poäng |
| -------- | ------- | ------- | ----------------- | ------------------- | --------- | ---------- | ------------- | ----- |
| Ryssland | 3       | 2       | 1                 | 1                   | 0         | 8          | 5             | 8     |
| Tjeckien | 3       | 2       | 0                 | 1                   | 0         | 14         | 9             | 7     |
| Finland  | 3       | 1       | 0                 | 0                   | 2         | 3          | 9             | 0     |
| Sverige  | 3       | 0       | 0                 | 0                   | 3         | 3          | 9             | 0     |

### Sweden Hockey Games
Sverige vann Sweden Hockey Games.

#### Slutställning
| Lag      | Spelade | Vinster | Vinster i övertid | Förluster i övertid | Förluster | Gjorda mål | Insläppta mål | Poäng |
| -------- | ------- | ------- | ----------------- | ------------------- | --------- | ---------- | ------------- | ----- |
| Sverige  | 4       | 3       | 0                 | 0                   | 1         | 10         | 5             | 9     |
| Finland  | 4       | 2       | 1                 | 0                   | 1         | 14         | 8             | 8     |
| Kanada   | 4       | 2       | 0                 | 0                   | 2         | 13         | 16            | 6     |
| Tjeckien | 4       | 1       | 0                 | 1                   | 2         | 6          | 9             | 4     |
| Ryssland | 4       | 1       | 0                 | 0                   | 3         | 8          | 13            | 3     |

## Slutställning Euro Hockey Tour 2000/2001
| Lag      | Spelade | Vinster | Vinster i övertid | Förluster i övertid | Förluster | Gjorda mål | Insläppta mål | Poäng |
| -------- | ------- | ------- | ----------------- | ------------------- | --------- | ---------- | ------------- | ----- |
| Finland  | 12      | 5       | 3                 | 1                   | 3         | 36         | 26            | 22    |
| Ryssland | 12      | 5       | 1                 | 2                   | 4         | 24         | 27            | 19    |
| Tjeckien | 12      | 3       | 1                 | 3                   | 5         | 27         | 29            | 14    |
| Sverige  | 12      | 3       | 1                 | 3                   | 5         | 27         | 29            | 14    |

### Fotnoter
1. ↑  Niklas Lundin (11 februari 2011). ”Tre Kronor slår ur underläge”. Dagens nyheter. http://www.dn.se/arkiv/sport/tre-kronor-slar-ur-underlage. Läst 20 januari 2016.